# Castelo de Balmoral
O Castelo de Balmoral é uma grande propriedade em Royal Deeside, Aberdeenshire, Escócia. Está localizado próximo da cidade de Crathie. O castelo é uma das residências da família real britânica desde 1852, quando o local e a construção original foram compradas pessoalmente pelo príncipe Alberto de Saxe-Coburgo-Gota, marido da rainha Vitória do Reino Unido. Eles permanecem propriedade pessoal da família real e não são parte da Coroa.
Pouco depois da propriedade ter sido comprada, percebeu-se que a casa existente era muito pequena e assim o atual Castelo de Balmoral foi encomendado. O arquiteto escolhido foi William Smith, apesar de seus projetos terem sido retocados pelo príncipe Alberto.
O castelo é um exemplo da arquitetura escocesa baronial, sendo classificada pela Historic Scotland como um edifício de categoria A. Ele foi completado em 1856 e o antigo castelo foi demolido logo em seguida.
A propriedade de Balmoral foi expandida por sucessivos membros da família real, atualmente cobrindo uma área de aproximadamente cinquenta mil acres. É um castelo funcional, incluindo amarras para perdizes, silvícolas e terras agrícolas, além do gerenciamento de rebanhos de veados, gado e pôneis.

## História
O rei Roberto II da Escócia (1316–1390) tinha uma lodge de caça na área. Registros históricos também indicam que uma casa em Balmoral foi construída por Sir William Drummond em 1390. A propriedade foi posteriormente arrendada por Alexander Gordon, segundo filho do Alexander Gordon, 1.º Conde de Huntly. Uma casa torre foi construída na propriedade pelos Gordons.
Em 1662, a propriedade passou para Charles Farquharson de Inverey, irmão de John Farquharson, o "Coronel Negro". Os Farquharsons eram simpatizantes jacobitas e James Farquharson de Balmoral esteve envolvido nas revoltas jacobitas de 1715 e 1745. Ele foi ferido na Batalha de Falkirk (1746). As propriedades dos Farquharson foram confiscadas e passaram para os Farquharsons de Auchendryne. Em 1798, James Duff, 2.º Conde de Fife, adquiriu Balmoral e arrendou o castelo. Sir Robert Gordon, irmão mais novo de George Gordon, 4.º Conde de Aberdeen, adquiriu o arrendamento em 1830. Ele fez grandes alterações no castelo original de Balmoral, incluindo extensões em estilo baronial que foram projetadas por John Smith de Aberdeen.

### Aquisição Real
A Rainha Vitória e o Príncipe Albert visitaram a Escócia pela primeira vez em 1842, cinco anos após sua ascensão ao trono e dois anos após seu casamento. Durante essa primeira visita, eles ficaram em Edimburgo e no Castelo Taymouth em Perthshire, a casa de John Campbell, 2.º Marquês de Breadalbane. Eles retornaram em 1844 para se hospedar no Castelo Blair e em 1847, quando alugaram a Casa Ardverikie perto de Loch Laggan. A chuva frequente durante a última viagem levou Sir James Clark, o médico da rainha, a recomendar Deeside como alternativa, por seu clima mais saudável.
Sir Robert Gordon morreu em 1847 e seu arrendamento de Balmoral reverteu para Lord Aberdeen. Em fevereiro de 1848, foi feito um acordo para que o Príncipe Albert adquirisse o restante do arrendamento de Balmoral, juntamente com seus móveis e funcionários, sem ter visto a propriedade antes.:5
O casal real chegou para sua primeira visita em 8 de setembro de 1848. Vitória achou a casa "pequena, mas bonita", e registrou em seu diário: "Tudo parecia respirar liberdade e paz, e fazer esquecer o mundo e seus tristes tumultos". A paisagem montanhosa ao redor lembrou-os de Turíngia, terra natal de Albert na Alemanha.:5
A casa logo se revelou pequena demais, e em 1848, John e William Smith foram contratados para projetar novos escritórios, chalés e outros edifícios auxiliares. Melhorias nas florestas, jardins e edifícios da propriedade também estavam sendo feitas, com a assistência do jardineiro paisagista James Beattie, e possivelmente do pintor James Giles.
Grandes acréscimos à antiga casa foram considerados em 1849, mas naquela época já estavam em andamento negociações para a compra da propriedade de James Duff, 4.º Conde de Fife. Após ver uma casa de ferro corrugado na Grande Exposição de 1851, o Príncipe Albert encomendou um edifício de ferro pré-fabricado para Balmoral da E. T. Bellhouse & Co., para servir como salão de baile e sala de jantar temporários. Ela estava em uso em 1 de outubro de 1851 e serviria como salão de baile até 1856.
A venda foi concluída em junho de 1852, pelo preço de £ 32 000 e o Príncipe Albert assumiu formalmente a posse naquele outono.:8 A propriedade vizinha de Birkhall foi comprada ao mesmo tempo, e o arrendamento do Castelo de Abergeldie também foi garantido. Para marcar a ocasião, o Purchase Cairn foi erguido nas colinas com vista para o castelo, o primeiro de muitos marcos na propriedade.

### Construção da nova casa
Espaço era necessário para a crescente família de Vitória e Albert, para funcionários adicionais e para acomodação de amigos visitantes e visitantes oficiais, como membros do gabinete. Assim, a extensão da estrutura existente não proporcionaria espaço suficiente, e uma casa maior precisava ser construída. No início de 1852, isso foi encomendado a William Smith. Filho de John Smith (que projetou as alterações de 1830 do castelo original), William Smith foi o arquiteto da cidade de Aberdeen a partir de 1852. Ao saber da comissão, William Burn solicitou uma entrevista com o príncipe, aparentemente para reclamar que Smith havia plagiado anteriormente seu trabalho; no entanto, Burn não teve sucesso em privar Smith da nomeação. Os projetos de William Smith foram alterados pelo Príncipe Albert, que teve um grande interesse em detalhes como torres e janelas.
A construção começou em meados de 1853, em um local a cerca de 100 jardas a noroeste do edifício original que era considerado ter uma vista melhor. Outra consideração era que, durante a construção, a família ainda poderia usar a casa antiga. A Rainha Vitória lançou a pedra fundamental em 28 de setembro de 1853, durante sua visita anual de outono. No outono de 1855, os aposentos reais estavam prontos para ocupação, embora a torre ainda estivesse em construção e os servos precisassem ser alojados na casa antiga. Por coincidência, logo após sua chegada à propriedade naquele outono, circularam notícias sobre a queda de Sevastopol, encerrando a Guerra da Crimeia, resultando em grandes celebrações pela realeza e pelos locais. Durante uma visita à propriedade logo depois, o príncipe Frederico da Prússia pediu a mão de Vitória, Princesa Real.
A nova casa foi concluída em 1856, e o antigo castelo foi posteriormente demolido. No outono de 1857, uma nova ponte sobre o Dee, projetada por Isambard Kingdom Brunel, ligando Crathie e Balmoral, foi concluída.:11
O Castelo de Balmoral é construído com granito extraído em Invergelder na propriedade. Consiste em dois blocos principais, cada um disposto em torno de um pátio. O bloco sudoeste contém as principais salas, enquanto o nordeste contém as alas de serviço. No sudeste, há uma torre de relógio de  encimada por torres, uma das quais tem uma balaustrada semelhante a uma característica no Castelo Fraser. Sendo semelhante em estilo ao castelo demolido da década de 1830, a arquitetura da nova casa é considerada um tanto antiquada para sua época, quando contrastada com as formas mais ricas do Baronial escocês sendo desenvolvidas por William Burn e outros durante a década de 1850. Como um exercício em Baronial escocês, às vezes é descrito como muito ordenado, pedante e até mesmo germânico como consequência da influência do Príncipe Albert no design.
No entanto, a compra de uma propriedade escocesa por Vitória e Albert e sua adoção de um estilo arquitetônico escocês foram influentes para o renascimento contínuo da cultura das Terras Altas. Eles decoraram Balmoral com tartans e participaram de jogos das Terras Altas em Braemar. A Rainha Vitória expressou afinidade pela Escócia, chegando a se declarar uma jacobita. Somado ao trabalho de Sir Walter Scott, isso se tornou um fator importante na promoção da adoção da cultura das Terras Altas pelos Escoceses das Terras Baixas. O historiador Michael Lynch comenta que "a escocidade de Balmoral ajudou a dar à monarquia uma dimensão verdadeiramente britânica pela primeira vez".

### Vitória e Albert em Balmoral
Mesmo antes da conclusão da nova casa, o padrão de vida do casal real nas Terras Altas logo foi estabelecido. Vitória fazia longas caminhadas diárias de até quatro horas e Albert passava muitos dias caçando cervos e caça. Em 1849, o diarista Charles Greville descreveu a vida deles em Balmoral como semelhante à dos nobres, em vez de realeza. Vitória iniciou uma política de contratar artistas para registrar Balmoral, seus arredores e sua equipe. Ao longo dos anos, vários pintores foram empregados em Balmoral, incluindo Edwin e Charles Landseer, e Carl Haag.
Durante a década de 1850, novas plantações foram estabelecidas perto da casa e coníferas exóticas foram plantadas no terreno. O Príncipe Albert teve um papel ativo nessas melhorias, supervisionando o design de parterres, a desvio da estrada principal ao norte do rio através de uma nova ponte, e planos para edifícios agrícolas. Esses edifícios incluíam uma dairy modelo que ele desenvolveu em 1861, o ano de sua morte. A dairy foi concluída por Vitória. Posteriormente, ela também construiu vários monumentos para seu marido na propriedade. Estes incluem um cairn em forma de pirâmide construído um ano após a morte de Albert, no topo do Craig Lurachain. Uma grande estátua de Albert com um cachorro e uma arma, de William Theed, foi inaugurada em 15 de outubro de 1867, no vigésimo oitavo aniversário de seu noivado.:20–21
Após a morte de Albert, Vitória passou períodos cada vez mais longos em Balmoral, ficando até quatro meses por ano durante o início do verão e o outono. Ela colocou inúmeros objetos de lembrança de Albert em exibição.
Poucas outras mudanças foram feitas nos terrenos, com exceção de algumas alterações nos caminhos das montanhas, a ereção de vários cairns e monumentos, e a adição de alguns chalés (Karim Cottage e Baile na Coille) construídos para funcionários seniores.:18 Foi durante esse período que Vitória começou a depender de seu servo, John Brown. Ele era um ghillie local de Crathie, que se tornou um de seus companheiros mais próximos durante seu longo luto.:23
Em 1887, o Castelo de Balmoral foi o local de nascimento de Vitória Eugénia, uma neta da Rainha Vitória. Ela nasceu da Princesa Beatriz, a quinta filha de Vitória e Albert. Vitória Eugénia tornou-se rainha da Espanha quando se casou com o Rei Afonso XIII em 1906.
Em setembro de 1896, Vitória recebeu o Imperador Nicolau II da Rússia e a Imperatriz Alexandra, uma neta de Vitória, em Balmoral. Quatro anos depois, Vitória fez sua última visita à propriedade, três meses antes de sua morte em 22 de janeiro de 1901.

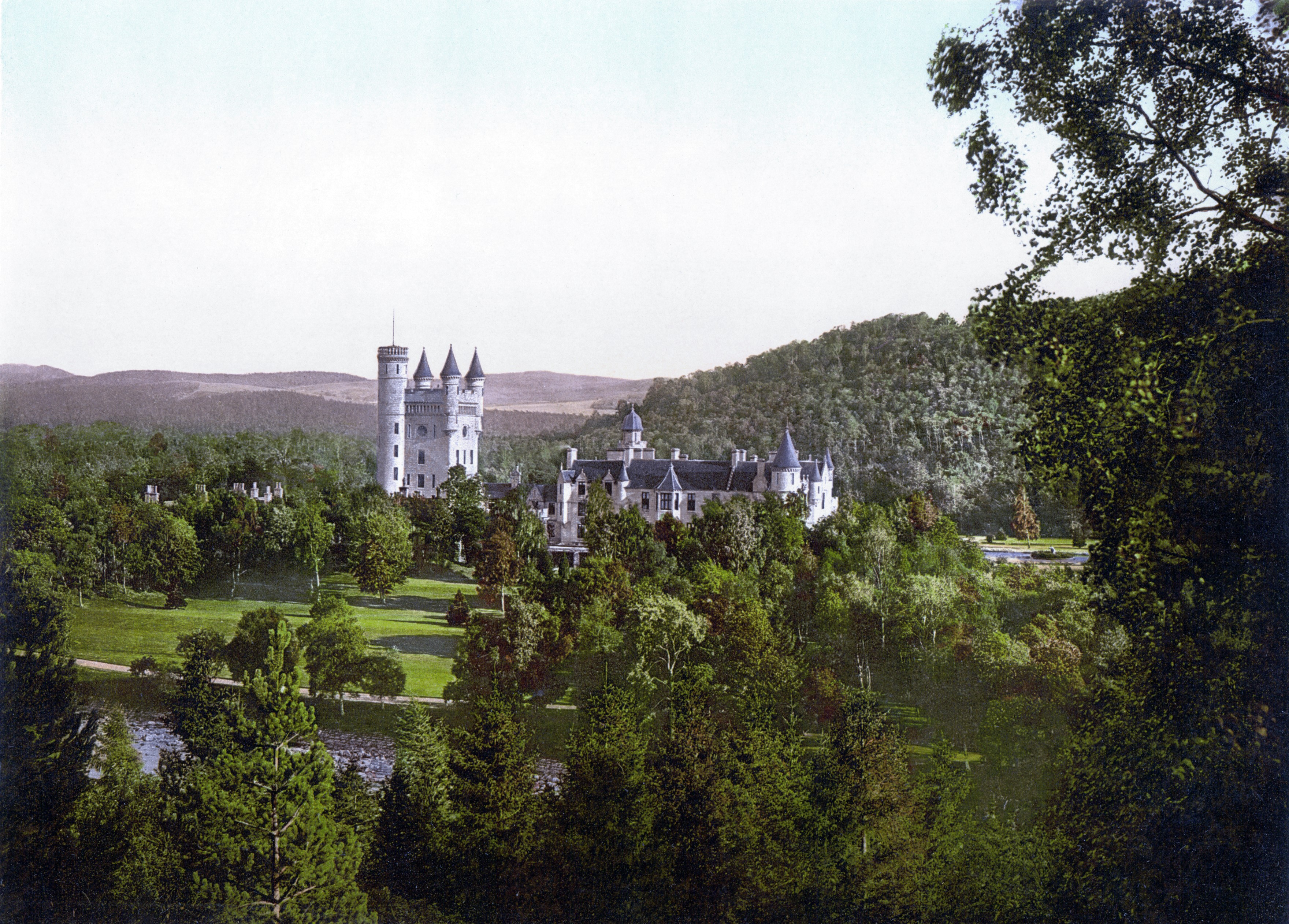
Sala de Negócios da Rainha Vitória em Balmoral

### Após Vitória
Após a morte de Vitória, a família real continuou a usar Balmoral durante as visitas anuais de outono. Jorge V fez melhorias substanciais durante as décadas de 1910 e 1920, incluindo jardins formais ao sul do castelo.
Durante a Segunda Guerra Mundial, as visitas reais a Balmoral cessaram. Além disso, devido ao conflito com a Alemanha, Danzig Shiel, uma lodge construída por Vitória em Ballochbuie, foi renomeada para Garbh Allt Shiel e a "Fonte do Rei da Prússia" foi removida dos jardins.:25
Na década de 1950, o Príncipe Filipe adicionou bordaduras herbáceas e um jardim aquático. Durante a década de 1980, novos edifícios para funcionários foram construídos perto do castelo.

### Morte da Rainha Elizabeth II
A Rainha Elizabeth II estava no castelo desde julho de 2022 para seu feriado anual de verão e estava recebendo cuidados médicos lá. Em uma quebra de tradição, o Castelo de Balmoral, em vez do Palácio de Buckingham, foi o local da nomeação do Primeiro-ministro Britânico Liz Truss em 6 de setembro de 2022, devido a preocupações com os problemas de mobilidade da Rainha. Elizabeth morreu em Balmoral às 15h10 BST em 8 de setembro de 2022, aos 96 anos. Ela foi a primeira monarca a morrer em Balmoral, e esta foi a primeira vez que um monarca morreu na Escócia desde que Jaime V morreu em 1542 no Palácio de Falkland. O caixão da Rainha repousou no salão de baile do castelo por três dias, para permitir que a Família Real, funcionários da propriedade e vizinhos prestassem suas homenagens. Em 11 de setembro, o caixão foi transportado para o Palácio de Holyroodhouse em Edimburgo para o início dos procedimentos do funeral de estado.

## Residência real

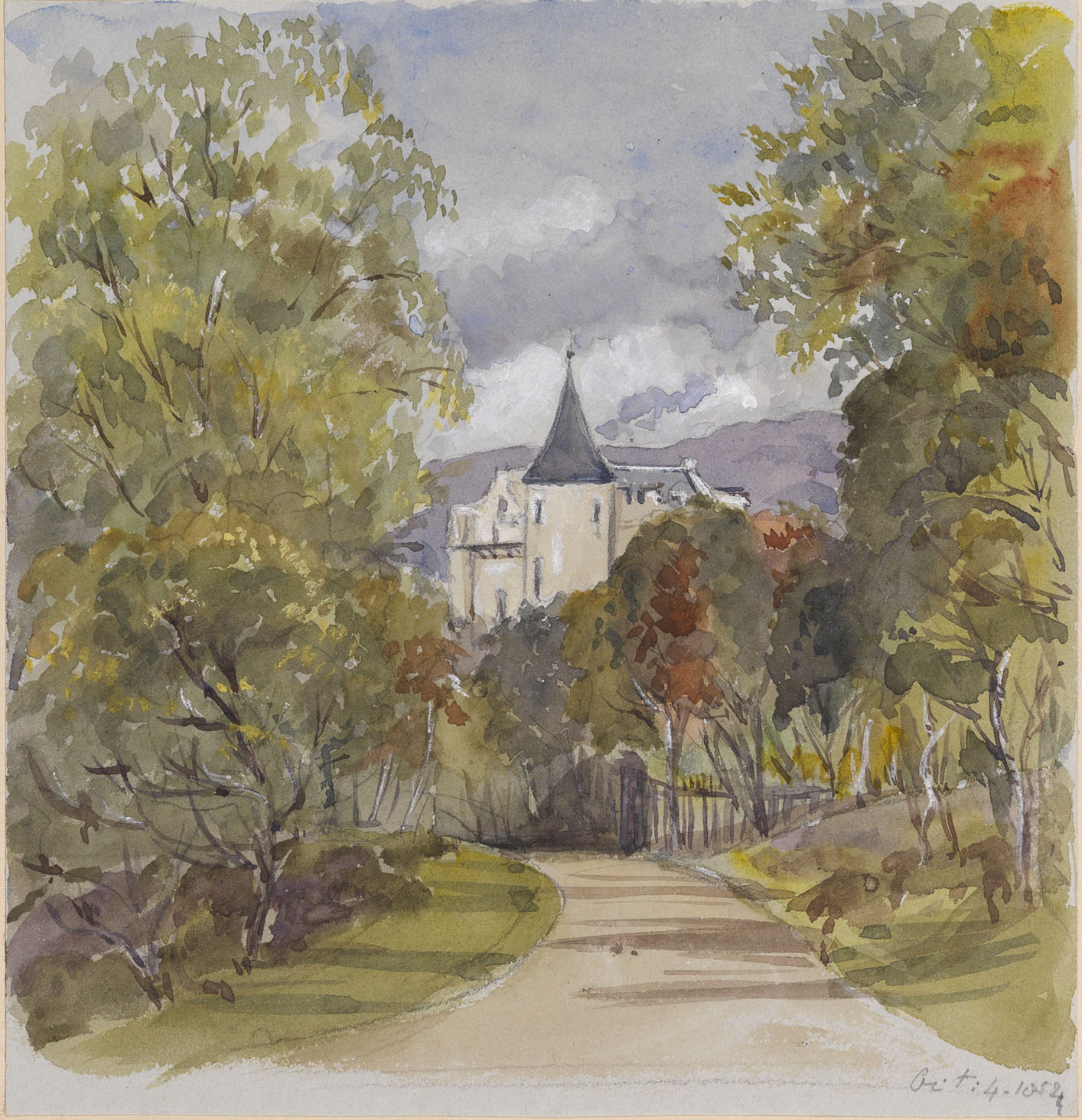
O Castelo de Balmoral pintado pela Rainha Victoria em 1854.

Balmoral é hoje mais conhecido como uma residência real, servindo como refúgio de verão para a Rainha Elizabeth II até sua morte em 2022, e para seu marido, o Duque de Edimburgo.
A história do Castelo de Balmoral como residência real remonta a 1848, quando a Rainha Vitória e o Príncipe Albert arrendaram o castelo aos herdeiros de Sir Robert Gordon (que havia obtido um arrendamento de longo prazo do castelo em 1830 e faleceu em 1847). O casal real gostou muito da sua estadia na casa e pagou mais de 30 000 libras pela sua posse total em 1852. O príncipe Albert começou imediatamente a fazer planos com William Smith para expandir o castelo existente, do século XVI, e construir um "novo" e maior castelo para a Família Real.
Em 1856, a construção estava concluída.
Juntamente com Sandringham House, Balmoral é uma propriedade privada e não parte da Royal Estate. Isso se tornou o centro de uma controvérsia quando, em 1936, Eduardo VIII abdicou como rei, mas não abandonou automaticamente as propriedades privadas que havia herdado. Jorge VI teve que comprar explicitamente Balmoral e Sandringham de seu irmão mais velho para que permanecessem como refúgios privados para o monarca.
A propriedade de Balmoral continua em funcionamento, ocupando mais de 200 km² de terra. A Família Real emprega cerca de 50 funcionários em tempo integral e outros 50 a 100 em tempo parcial para cuidar dos jardins, do castelo e dos animais da propriedade.
Tem havido alguma especulação sobre a possibilidade de o Castelo de Balmoral ter sido assinalado como um refúgio Real na eventualidade de uma guerra nuclear. Na década de 1960, os planos de guerra previam, aparentemente, evacuar o soberano para o Iate Real Britannia, mas isso não seria prático e seria desejável um refúgio em terra. Parece que, contrariamente ao rumor persistente, não existiram planos para reunir o soberano com o Primeiro-ministro no complexo de bunkers de Corsham, conhecido variadamente como Hawthorn, Subterfúgio, Sítio 3, Burlington ou Turnstile. O Palácio de Buckingham e o Castelo de Windsor seriam ambos muito vulneráveis, o primeiro por se encontrar situado no coração de Londres — um alvo principal por direito próprio — e Windsor devido à sua proximidade com o Aeroporto de Heathrow.
A Rainha estava em Balmoral em 1997, quando recebeu a notícia de que sua ex-nora, a Princesa Diana, havia falecido em Paris, França, após sofrer um trágico acidente de carro. Sua decisão de não voltar imediatamente para Londres, para falar publicamente sobre a perda da "Princesa do Povo", foi muito criticada na época, gerando discussões entre ela e o Primeiro-ministro Tony Blair. Esses momentos serviram de tema para o filme "The Queen", de 2006.
Pela primeira vez, um novo Primeiro-ministro foi recebido por um monarca fora do Palácio de Buckingham. Em 2022, Liz Truss foi recebida pela Rainha Elizabeth II no Castelo de Balmoral devido à saúde fragilizada da monarca.

Em 8 de setembro de 2022, Elizabeth II, a monarca britânica mais longeva, faleceu aos 96 anos nesse castelo, um dos seus locais preferidos e que escolheu como lar para passar os últimos dias de sua vida.